# Micro-région de Vác
Ne doit pas être confondu avec District de Vác.
La micro-région de Vác (en hongrois : váci kistérség) est une micro-région statistique hongroise rassemblant plusieurs localités autour de Vác.

## Localités
| Acsa          | Csörög  | Csővár     | Galgagyörk | Kismaros     |
| Kisnémedi     | Kosd    | Nagymaros  | Penc       | Püspökhatvan |
| Püspökszilágy | Rád     | Szokolya   | Sződ       | Sződliget    |
| Vác           | Vácduka | Váchartyán | Verőce     |              |